# Pachycornia
Pachycornia é um género botânico com 2 espécies pertencente à família Amaranthaceae.

## Espécies
Segundo o The Plant List as espécies aceites são:
- Pachycornia robusta
- Pachycornia triandra

Duas outras espécies, antes colocadas neste género, são sinónimos de espécies no género Sclerostegia:
- Pachycornia arbuscula - Sclerostegia arbuscula (R. Br.) Paul G. Wilson
- Pachycornia tenuis - Sclerostegia tenuis (Benth.) Paul G. Wilson